# Indonemoura tibetensis
Indonemoura tibetensis är en bäcksländeart som beskrevs av Zhu, F., D. Yang och C. Yang 2002. Indonemoura tibetensis ingår i släktet Indonemoura och familjen kryssbäcksländor. Inga underarter finns listade i Catalogue of Life.